# 8184 Luderic
A 8184 Luderic (ideiglenes jelöléssel 1992 WL) a Naprendszer kisbolygóövében található aszteroida. Ueda Szeidzsi és Kaneda Hirosi fedezte fel 1992. november 16-án.